# Ralina Doschkowa
Ralina Doschkowa (englische Transkription: Ralina Doshkova; * 7. Juni 1995 in Pasardschik) ist eine bulgarische Volleyballspielerin.

## Karriere
Doschkowa spielte in ihrer Heimat für ZSKA Sofia und wurde mit dem Verein mehrmals nationale Meisterin. Mit der U23-Nationalmannschaft wurde sie Dritte bei der Weltmeisterschaft 2017. 2018 wechselte die Diagonalangreiferin zum deutschen Meister SSC Palmberg Schwerin. Mit dem Verein gewann sie in der Saison 2018/19 den DVV-Pokal und wurde deutsche Vizemeisterin. In der Champions League schied sie mit Schwerin in der Gruppenphase aus. Nach der Saison wechselte sie zum Schweizer Verein TS Volley Düdingen.